# Staré Těchanovice
Staré Těchanovice (německy Alt Zechsdorf) jsou obec v okrese Opava v Moravskoslezském kraji. Leží v nejvyšších polohách Opavska, v krajině Červenohorské plošiny, nedaleko údolí řeky Moravice s místní částí Jánské Koupele v údolí řeky. Nachází se v podhůří Nízkého Jeseníku blízko Kružberské přehrady. V obci žije 128 obyvatel.

## Název
Jméno vesnice bylo odvozeno od osobního jména Těchan. Původně šlo o pojmenování obyvatel vsi, Těchanovici, které znamenalo "Těchanovi lidé". Ves byla pojmenována po olomouckém kanovníkovi Těchanovi (polatinštěně Techontiovi) doloženém v letech 1268–1308. Německé jméno vsi vzniklo z českého. Přívlastek Staré doložen od konce 15. století.

## Historie
První písemná zmínka o obci pochází z roku 1377, kdy po dělení Opavska ves připadla Alšíkovi z Těchanovic. Později byla vesnice v držení Mníška z Těchanovic, který ji následně s Dolními Těchanovicemi roku 1431 prodal Dědochovi z Šumvaldu. Zmínka z roku 1516 uvádí, že Staré a Nové Těchanovice držel zástavou Václav z Fulštejna na Bílovci.
Kromě let 1949–1960 patřily Těchanovice do opavského okresu, v těchto letech byly připsány pod správou Vítkova.

## Současnost
Lidé žijící ve Starých Těchanovicích se v minulosti zabývali převážně těžbou v místních břidlicových dolech, zemědělstvím a prací v lese. Dnešní obyvatelé dojíždějí za prací do Opavy, Vítkova a Budišova nad Budišovkou. Staré Těchanovice se však přesto řadí na Opavsku k obcím s největší nezaměstnaností.
Malebná příroda vesnice, která je součástí přírodního parku Moravice Mikroregionu Moravice a jejího okolí, poskytuje řadu možností pro pěší turistiku. Přes obec vede cyklotrasa Moravice.
Obec se snaží v současné době[kdy?] využívat dotací z Programu na obnovu venkova. Podařilo se jí tak získat peníze na rekonstrukci hřiště, jehož součástí se má stát i společenský areál a prostranství pro malé děti. Další rozvoj vesnice, která by měla být v následujících letech[kdy?] plynofikována, bude zabezpečován v souladu s územním plánem, kterým Staré Těchanovice disponují od roku 1995.
V roce 2018 byla u obce dokončena Těchanovická vyhlídka.

## Obyvatelstvo
| Rok            | 1869 | 1880 | 1890 | 1900 | 1910 | 1921 | 1930 | 1950 | 1961 | 1970 | 1980 | 1991 | 2001 | 2011 | 2021 |
| -------------- | ---- | ---- | ---- | ---- | ---- | ---- | ---- | ---- | ---- | ---- | ---- | ---- | ---- | ---- | ---- |
| Počet obyvatel | 479  | 486  | 461  | 461  | 433  | 412  | 382  | 263  | 234  | 174  | 135  | 136  | 138  | 155  | 126  |
| Počet domů     | 75   | 98   | 80   | 75   | 72   | 84   | 89   | 84   | 52   | 48   | 41   | 45   | 57   | 65   | 63   |

## Obecní správa
Mezi lety 1869–1959 Staré Těchanovice byly obcí v okrese Opava (1869–1930) a později v okrese Vítkov. V letech 1960–1978 patřily jako část obce ke Kružberku. Od 1. ledna 1979 do 23. listopadu 1990 patřily jako část města k Budišovu nad Budišovkou a od 24. listopadu 1990 jsou opět samostatnou obcí opět v okrese Opava, přičemž Jánské Koupele se k nim po odtržení od Budišova nad Budišovkou připojily k 1. březnu 1992.

### Části obce
- Staré Těchanovice
- Jánské Koupele

### Obecní symboly
Znak a vlajka byly obci uděleny rozhodnutím předsedy Poslanecké sněmovny Parlamentu České republiky dne 7. října 2003.

## Pamětihodnosti
Ve Starých Těchanovicích stojí od roku 1838 kostel svatého Petra a Pavla s dřevořezbami obou světců a krucifixem z 18. století a kaple Čtrnácti Božích pomocníků z roku 1928. Tu hodlá obec získat do svého vlastnictví a rekonstruovat.